# Atef Mezni
Pour les articles homonymes, voir Mezni.
Atef Mezni, né le 2 février 1986, est un footballeur tunisien évoluant au poste de défenseur avec l'Étoile sportive de Métlaoui.

## Clubs
- 2008-juillet 2009 : Jendouba Sports (Tunisie)
- juillet 2009-juillet 2010 : Espoir sportif de Hammam Sousse (Tunisie)
- juillet 2010-août 2012 : Jendouba Sports (Tunisie)
- août 2012-juillet 2014 : Olympique de Béja (Tunisie)
- juillet 2014-juillet 2018 : Étoile sportive de Métlaoui (Tunisie)
- juillet 2018-janvier 2019 : Avenir sportif de Gabès (Tunisie)
- depuis janvier 2019 : Étoile sportive de Métlaoui (Tunisie)